# Zossen
Zossen – miasto w Niemczech w kraju związkowym Brandenburgia, w powiecie Teltow-Fläming. Leży na południe od Berlina.

## Historia

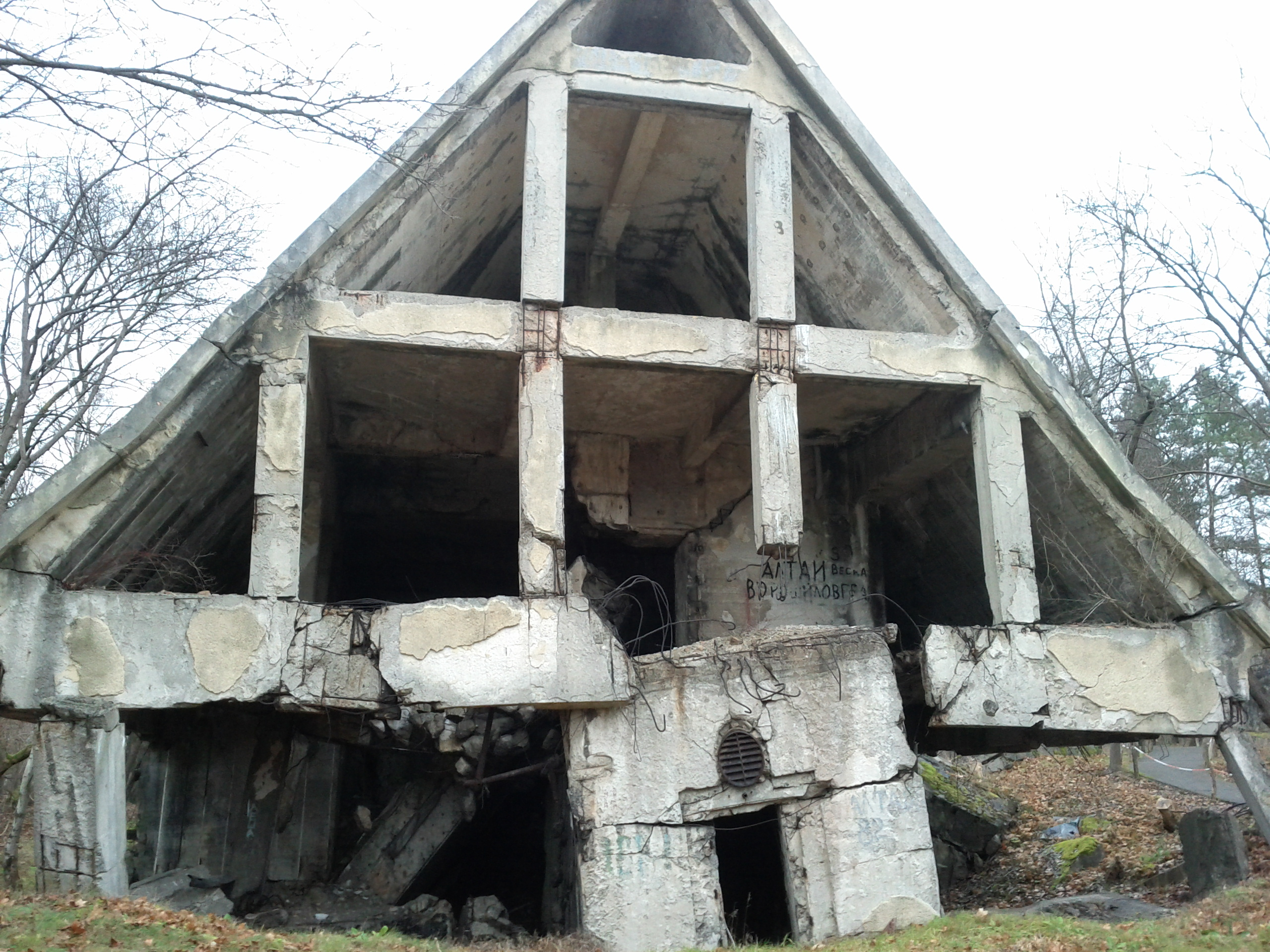
Pozostałości tajnego kompleksu wojskowego Maybach Zeppelin

Jak większość miejscowości w Brandenburgii, Zossen początkowo było osadą słowiańską. Nazwa Zossen pochodzi od słowa sosna, a wizerunek tego drzewa znajduje się w herbie miasta.
W okresie II wojny światowej w miejscowości Wünsdorf koło Zossen znajdowała się kwatera główna Oberkommando des Heeres Wehrmachtu, w której pracowały tysiące osób zaangażowanych w dowodzenie wojną. Znajdowała się tam winda dla ciężarówek oraz poczta pneumatyczna, umożliwiająca szybki przesył informacji. Kompleksy Maybach zbudowano na wzór zwykłych domów ze spadzistymi dachami i kwiatami w oknach. W rzeczywistości były one zbrojone betonem i połączone siecią podziemnych korytarzy

## Osoby urodzone w Zossen
- Roy Präger – piłkarz

## Współpraca
Miejscowości partnerskie:
- Delbrück, Nadrenia Północna-Westfalia
- Wittlich, Nadrenia-Palatynat